# Miguel Ángel Ramírez Medina
Miguel Ángel Ramírez Medina (Las Palmas de Gran Canaria, 23 de octubre de 1984) es un entrenador canario que actualmente está libre, tras abandonar la disciplina del equipo español del Real Zaragoza.
Es diplomado en Magisterio y licenciado en Educación Física.

## Trayectoria

### Inicios
Se inició como entrenador en el equipo cadete de la Asociación Deportiva Claret, el equipo del colegio en el que estudió, hasta que en la temporada 2003-04 ingresa en la cadena de filiales de la U. D. Las Palmas, el equipo histórico de fútbol de las Islas Canarias, de la mano del entrenador Paco Lemes. Fue responsable del equipo cadete y ayudante de Mingo Oramas en el Juvenil de la UD Las Palmas en la División de Honor. En el último año de licenciatura fue a Grecia como Erasmus y colaboró con Manolo Jiménez Jiménez en un proyecto para el fútbol base del AEK.
Al acabar ese curso se instaló en Euskadi, estableciéndose en Vitoria para realizar un doctorado en Ciencias de la Actividad Física y el Deporte en la Universidad del País Vasco. En la capital alavesa se incorporó al cuerpo técnico del Deportivo Alavés entrenando al equipo cadete. Tras tres meses allí, abandonó los estudios y se mudó a Catar, llamado por Roberto Olabe, para formar parte de la ASPIRE Academy y ser seleccionador asistente de la Selección Catarí sub-19 y seleccionador principal sub-14. Al mismo tiempo también fue responsable del trabajo técnico de categorías cadetes además del programa formativo Aspire Football Learning Program.

### Independiente del Valle
Después de estar seis años en Catar, en junio de 2018, fue nombrado jefe de estrategia deportiva del equipo ecuatoriano de Independiente del Valle en sustitución de Roberto Olabe, quien le había llevado a Catar, que se incorporó a la Real Sociedad para convertirse en su nuevo director deportivo. En mayo de 2019, el entonces entrenador de Independiente del Valle, Ismael Rescalvo, anunció su marcha al C. S. Emelec, y Ramírez es nombrado entrenador del primer equipo. Con el equipo rayado participó en la Copa Sudámericana 2019, tomándolo en la segunda fase y lo clasificó a la final del torneo al vencer en semifinales al Corinthians de Brasil con un marcador global de 4 a 2, tras ganar el partido de ida 2 a 0 en el estadio Arena Corinthians de São Paulo y empatar 2 a 2 en el partido de vuelta en el estadio Olímpico Atahualpa de Quito.
En la final jugada el 9 de noviembre de 2019 en el estadio General Pablo Rojas del Paraguay ante el Colón de Argentina, su equipo se coronó campeón al ganar 3 a 1 con goles de los jugadores Luis Fernando León, Jhon Sánchez y Cristian Dájome, siendo este su primer título internacional en su carrera como entrenador y el primero para el club, ganándose el derecho de disputar la Recopa Sudamericana 2020, además de quedar clasificado a la fase de grupos de la Commebol Libertadores de la siguiente temporada. De igual modo su equipo logró clasificar a los cuartos de final en el Campeonato Ecuatoriano pero fue eliminado ante el Delfín.
Iniciando el 2020 disputó la final de Recopa Sudamericana con Flamengo de Brasil, campeón de la Copa Libertadores 2019, que se jugó a doble partido. En el partido de ida, el 19 de febrero de 2020 en el estadio Olímpico Atahualpa de Quito su equipo obtuvo un empate de 2-2, mientras que en el partido de vuelta, jugado el 26 de febrero en el Estadio Maracaná de Río de Janeiro, su equipo terminó perdiendo con un marcador de 3-0 a favor de los brasileños, obteniendo de esta manera el subcampeonato.
Al final de la temporada 2020 abandonó el club, dejándolo clasificado a la Copa Libertadores del año siguiente, para firmar por el Inter de Porto Alegre de Brasil.

### Internacional
El 2 de marzo de 2021, Ramírez firmó un contrato de dos años con Internacional. Fue despedido el 11 de junio, luego de la derrota del Internacional ante el Vitória por 3-1 en el partido de vuelta de la Copa de Brasil, el día anterior, que culminó con la eliminación del colorado. En total estuvo en el puesto durante 3 meses, al mando de 22 partidos, con 11 victorias, 4 empates y 7 derrotas, obteniendo el 56% de acierto.

### Charlotte F. C.
El 7 de julio de 2021 se confirma su arribo a la MLS, a la dirección técnica del Charlotte F. C., que hizo su debut en el torneo en la temporada 2022. Después de 14 partidos de liga a cargo fue despedido el 31 de mayo de 2022. Esto se produjo a pesar de que Charlotte F. C. estaba empatado en el octavo lugar en la Conferencia Este en ese momento, justo antes de la posición de playoffs.
Según el capitán del equipo, Christian Fuchs, hubo varias tensiones entre los jugadores y Ramírez. Fuchs le dijo a Warner Channel que cuando trató de abordar los problemas con Ramírez, con demasiada frecuencia "la puerta estaba cerrada y eso no le parecía bien". Fuchs agregó que Ramírez casi nunca hacía análisis post-partido con los jugadores a pesar de su juventud.

### Real Sporting de Gijón
El 17 de enero de 2023 reemplazó a Abelardo Fernández como entrenador del Real Sporting de Gijón, acompañado por el analista Luis Piedrahíta y el preparador físico Cristóbal Fuentes como cuerpo técnico. Terminó la temporada salvando al club del descenso en la penúltima jornada.
La temporada siguiente la completó en el Sporting, manteniéndolo todo el año con opciones de ascenso, que perdió en la semifinal del "play-off" ante el Espanyol. Tras esta derrota anunció que dejaba el banquillo del Sporting.

### Al-Wakrah
El 26 de junio de 2024, fue oficializado como entrenador del Al-Wakrah.No obstante, tres meses más tarde, dejó su cargo de "mutuo acuerdo" con la directiva del club catarí.

### Real Zaragoza
El 27 de diciembre de 2024, asumió al frente del Real Zaragoza hasta junio de 2026. Sin embargo, fue destituido el 16 de marzo de 2025 tras la derrota en Almería por 4-1. Su balance fue de 7 puntos de 30 posibles con una única victoria en diez partidos.

## Clubes

### Como formador
| Club             | País       | Año       |
| ---------------- | ---------- | --------- |
| U. D. Las Palmas | Canarias   | 2003-2011 |
| Deportivo Alavés | País Vasco | 2012      |
| ASPIRE Academy   | Catar      | 2012-2018 |

### Como entrenador
| Club                    | País           | Año       |
| ----------------------- | -------------- | --------- |
| Independiente del Valle | Ecuador        | 2019-2020 |
| Internacional           | Brasil         | 2021      |
| Charlotte F. C.         | Estados Unidos | 2021-2022 |
| Sporting de Gijón       | España         | 2023-2024 |
| Al-Wakrah               | Catar          | 2024      |
| Real Zaragoza           | España         | 2024-2025 |

## Estadísticas como entrenador
| Equipo                            | Div.                | Temporada           | Liga  | Liga | Liga | Liga | Liga |       | Copa | Copa | Copa | Copa  |    | Internacional | Internacional | Internacional | Internacional | Internacional |   | Otros | Otros | Otros | Otros |    | Totales     | Totales | Totales | Totales | Totales | Totales | Totales | Totales |
| Equipo                            | Div.                | Temporada           | Part. | G    | E    | P    | Pos. | Part. | G    | E    | P    | Part. | G  | E             | P             | Pos.          | Part.         | G             | E | P     | Part. | G     | E     | P  | Rendimiento | GF      | GC      | Dif.    |         |         |         |         |
| --------------------------------- | ------------------- | ------------------- | ----- | ---- | ---- | ---- | ---- | ----- | ---- | ---- | ---- | ----- | -- | ------------- | ------------- | ------------- | ------------- | ------------- | - | ----- | ----- | ----- | ----- | -- | ----------- | ------- | ------- | ------- | ------- | ------- | ------- | ------- |
| Independiente del Valle · Ecuador | 1.ª                 | 2019                | 20    | 7    | 6    | 7    | 1/4  | 1     | 0    | 1    | 0    | 9     | 5  | 2             | 2             | 1.º           | -             | -             | - | -     | 30    | 12    | 9     | 9  | 50%         | 44      | 32      | +12     |         |         |         |         |
| Independiente del Valle · Ecuador | 1.ª                 | 2020                | 29    | 16   | 6    | 7    | 3.º  | -     | -    | -    | -    | 8     | 4  | 2             | 2             | 1/8           | 2             | 0             | 1 | 1     | 39    | 20    | 9     | 10 | 58.97%      | 78      | 55      | +23     |         |         |         |         |
| Independiente del Valle · Ecuador | Total               | Total               | 49    | 23   | 12   | 14   | -    | 1     | 0    | 1    | 0    | 17    | 9  | 4             | 4             | -             | 2             | 0             | 1 | 1     | 69    | 32    | 18    | 19 | 55.08%      | 122     | 87      | +35     |         |         |         |         |
| Internacional · Brasil            | 1.ª                 | 2021                | 2     | 0    | 1    | 1    | Inc. | 14    | 8    | 2    | 4    | 6     | 3  | 1             | 2             | Inc.          | -             | -             | - | -     | 22    | 11    | 4     | 7  | 56.06%      | 38      | 23      | +15     |         |         |         |         |
| Internacional · Brasil            | Total               | Total               | 2     | 0    | 1    | 1    | -    | 14    | 8    | 2    | 4    | 6     | 3  | 1             | 2             | -             | -             | -             | - | -     | 22    | 11    | 4     | 7  | 56.06%      | 38      | 23      | +15     |         |         |         |         |
| Charlotte Estados Unidos          | 1.ª                 | 2022                | 14    | 5    | 1    | 8    | Inc. | 3     | 2    | 0    | 1    | -     | -  | -             | -             | -             | -             | -             | - | -     | 17    | 7     | 1     | 9  | 43.14%      | 21      | 23      | -2      |         |         |         |         |
| Charlotte Estados Unidos          | Total               | Total               | 14    | 5    | 1    | 8    | -    | 3     | 2    | 0    | 1    | -     | -  | -             | -             | -             | -             | -             | - | -     | 17    | 7     | 1     | 9  | 43.14%      | 21      | 23      | -2      |         |         |         |         |
| Sporting de Gijón · España        | 2.ª                 | 2022-23             | 19    | 5    | 7    | 7    | 17.º | 1     | 0    | 0    | 1    | -     | -  | -             | -             | -             | -             | -             | - | -     | 20    | 5     | 7     | 8  | 36.67%      | 20      | 27      | -7      |         |         |         |         |
| Sporting de Gijón · España        | 2.ª                 | 2023-24             | 42    | 18   | 11   | 13   | 5.º  | 2     | 1    | 0    | 1    | -     | -  | -             | -             | -             | 2             | 0             | 1 | 1     | 46    | 19    | 12    | 15 | 50%         | 54      | 45      | +9      |         |         |         |         |
| Sporting de Gijón · España        | Total               | Total               | 61    | 23   | 18   | 20   | -    | 3     | 1    | 0    | 2    | -     | -  | -             | -             | -             | 2             | 0             | 1 | 1     | 66    | 24    | 19    | 23 | 45.96%      | 74      | 72      | +2      |         |         |         |         |
| Al-Wakrah Catar                   | 1.ª                 | 2024-25             | 4     | 1    | 2    | 1    | Inc. | 2     | 2    | 0    | 0    | 1     | 0  | 0             | 1             | Inc.          | -             | -             | - | -     | 7     | 3     | 2     | 2  | 52.38%      | 12      | 9       | +3      |         |         |         |         |
| Al-Wakrah Catar                   | Total               | Total               | 4     | 1    | 2    | 1    | -    | 2     | 2    | 0    | 0    | 1     | 0  | 0             | 1             | -             | -             | -             | - | -     | 7     | 3     | 2     | 2  | 52.38%      | 12      | 9       | +3      |         |         |         |         |
| Real Zaragoza · España            | 2.ª                 | 2024-25             | 10    | 1    | 4    | 5    | Inc. | -     | -    | -    | -    | -     | -  | -             | -             | -             | -             | -             | - | -     | 10    | 1     | 4     | 5  | 23.33%      | 11      | 19      | -8      |         |         |         |         |
| Real Zaragoza · España            | Total               | Total               | 10    | 1    | 4    | 5    | -    | -     | -    | -    | -    | -     | -  | -             | -             | -             | -             | -             | - | -     | 10    | 1     | 4     | 5  | 23.33%      | 11      | 19      | -8      |         |         |         |         |
| Total en su carrera               | Total en su carrera | Total en su carrera | 140   | 53   | 38   | 49   | -    | 23    | 13   | 3    | 7    | 24    | 12 | 5             | 7             | -             | 4             | 0             | 2 | 2     | 191   | 78    | 48    | 65 | 49.22%      | 278     | 233     | +45     |         |         |         |         |
| 1. 2. 3. 4.                       |                     |                     |       |      |      |      |      |       |      |      |      |       |    |               |               |               |               |               |   |       |       |       |       |    |             |         |         |         |         |         |         |         |

### Resumen por competiciones
| Competición                         | Partidos | Ganados | Empatados | Perdidos | %      |
| ----------------------------------- | -------- | ------- | --------- | -------- | ------ |
| Serie A de Ecuador                  | 49       | 23      | 12        | 14       | 55.1%  |
| Copa Ecuador                        | 1        | 0       | 1         | 0        | 33.33% |
| Brasileirão                         | 2        | 0       | 1         | 1        | 16.67% |
| Copa de Brasil                      | 2        | 1       | 0         | 1        | 50%    |
| Campeonato Gaucho                   | 12       | 7       | 2         | 3        | 63.89% |
| Major League Soccer                 | 14       | 5       | 1         | 8        | 38.09% |
| US Open Cup                         | 3        | 2       | 0         | 1        | 66.67% |
| Segunda División de España          | 73       | 24      | 23        | 26       | 43.38% |
| Copa del Rey                        | 3        | 1       | 0         | 2        | 33.33% |
| Liga de fútbol de Catar             | 4        | 1       | 2         | 1        | 41.67% |
| Copa Príncipe de la Corona de Catar | 2        | 2       | 0         | 0        | 100%   |
| Copa Libertadores                   | 14       | 7       | 3         | 4        | 57.14% |
| Copa Sudamericana                   | 9        | 5       | 2         | 2        | 62.97% |
| Copa AFC                            | 1        | 0       | 0         | 1        | 0%     |
| Recopa Sudamericana                 | 2        | 0       | 1         | 1        | 16.67% |
| TOTAL                               | 191      | 78      | 48        | 65       | 49.22% |

## Palmarés

### Campeonatos internacionales
| Título            | Club                    | Sede     | Año  |
| ----------------- | ----------------------- | -------- | ---- |
| Copa Sudamericana | Independiente del Valle | Asunción | 2019 |